# Segonalia steinbachi
Segonalia steinbachi är en insektsart som beskrevs av Young 1977. Segonalia steinbachi ingår i släktet Segonalia och familjen dvärgstritar. Inga underarter finns listade i Catalogue of Life.